# Кульджинская равнина
Кульджинская равнина или Верхнеилийская долина — равнина в Синьцзян-Уйгурском автономном районе Китая. Высота 670—800 м. Осадков около 225 мм в год. В состав равнины входит долина верхнего течения реки Или, а также равнины у оснований горных хребтов Кетмень и Борохоро. Растительность представлена степными и злаковыми травами. Густо заселённая территория — проживают китайцы, уйгуры, казахи, небольшое количество русских. Население занято в земледелии и животноводстве. Крупные города Кульджа и Суйдин.
Верхнеилийскую долину связывает с основной территорией Китая Талкинский перевал и котловина озера Сайрам-Нур, откуда путь ведёт к озеру Эби-Нур и далее на Джунгарскую равнину. Ныне по этому маршруту идёт трасса Годао 312 и скоростное шоссе G-30.